# Toys "R" Us
 Der er for få eller ingen kildehenvisninger i denne artikel, hvilket er et problem. Du kan hjælpe ved at angive troværdige kilder til de påstande, som fremføres i artiklen.

Toys "R" Us er en international butikskæde, der sælger legetøj, spil m.m. 
Kæden blev etableret i 1957 af Charles P. Lazarus, der i 1948 havde åbnet en butik i Washington D.C., hvorfra han solgt møbler til børn. Kæden ekspanderede over USA og resten af verden, og havde på et tidspunkt (årstal vides ikke) 849 butikker i USA og 762 i 31 andre lande, dermed i alt 1611 butikker. 
De amerikanske butikker lukkede efter, at kæden gik konkurs den 29. juni 2018. Udenfor USA drives kæden videre af franchisetagerne.
I Danmark havde firmaet TOP-TOY licens til at drive Toys "R" Us i Skandinavien. Dette firma stod også bag Fætter BR. TOP-TOY gik konkurs den 28. december 2018, og Toys "R" Us-butikkerne i Danmark blev lukket den 10. Januar 2019.

## USA
Det hele startede med en lille forretning i Washington D.C. i 1948. Her havde Charles Lazarus åbnet en forretning med møbler til børneværelser. Imidlertid var der så stor efterspørgsel på legetøj, at han også tog dette ind i sit sortiment. Den første reelle Toys "R" Us butik åbnede i Rockville, Maryland i 1967. Herefter gik det hurtigt fremad. Dog rendte firmaet ind i enorme finansielle problemer i det nye årtusinde. Blandt andet blev det meddelt i 2006, at kæden ville lukke 87 forretninger i USA og dermed ville 5000 jobs gå tabt.

## Danmark
Den første butik kom til Danmark i 1995. 
De lukkede alle sammen igen i 2018 efter at top toy der stod bag butikkerne i Danmark gik konkurs 
| Region             | Antal | By                                                |
| ------------------ | ----- | ------------------------------------------------- |
| Region Hovedstaden | 4     | Gentofte, København (Field's), Rødovre, Taastrup  |
| Region Sjælland    | 5     | Holbæk, Køge, Nykøbing Falster, Næstved, Slagelse |
| Region Syddanmark  | 5     | Esbjerg, Kolding, Odense, Sønderborg, Vejle       |
| Region Midtjylland | 5     | Herning, Holstebro, Randers, Viborg, Århus        |
| Region Nordjylland | 2     | Aalborg, Hjørring                                 |

## Toys "R" Us i verden
| Land                       | Antal |
| -------------------------- | ----- |
| Australien                 | 34    |
| Brunei                     | 2     |
| Canada                     | 69    |
| Egypten                    | 4     |
| Filippinerne               | 34    |
| Finland                    | 4     |
| Forenede Arabiske Emirater | 14    |
| Frankrig                   | 39    |
| Hongkong                   | 11    |
| Island                     | 3     |
| Israel                     | 26    |
| Japan                      | 167   |
| Kina                       | 13    |
| Macao                      | 1     |
| Malaysia                   | 18    |
| Norge                      | 8     |
| Portugal                   | 8     |
| Polen                      | 3     |
| Qatar                      | 1     |
| Saudi-Arabien              | 10    |
| Schweiz                    | 6     |
| Singapore                  | 6     |
| Spanien                    | 45    |
| Storbritannien             | 75    |
| Sverige                    | 16    |
| Sydafrika                  | 23    |
| Sydkorea                   | 18    |
| Taiwan                     | 16    |
| Thailand                   | 9     |
| Tyskland                   | 57    |
| Østrig                     | 14    |
| Kap Verde                  | 9     |